# Torremenga
Torremenga (extremadurai nyelven Torromenga) település Spanyolországban, Cáceres tartományban. Torremenga Jaraíz de la Vera és Pasarón de la Vera községekkel határos. Lakosainak száma 616 fő (2024).

## Népesség
A település népessége az elmúlt években az alábbi módon változott:
| Lakosok száma | 555  | 617  | 627  | 621  | 664  | 641  | 624  | 599  | 587  | 616  |
|               | 2001 | 2004 | 2006 | 2009 | 2011 | 2014 | 2016 | 2019 | 2021 | 2024 |